# Urocjon wyspowy
Urocjon wyspowy, lis wyspowy (Urocyon littoralis) – niewielki gatunek drapieżnego ssaka z rodziny psowatych, żyjący na sześciu z ośmiu wysp archipelagu Channel Islands, leżącego u wybrzeży Kalifornii. Najmniejszy z gatunków lisów żyjących w USA. Istnieje sześć podgatunków tego zwierzęcia, każdy zamieszkuje jedną wyspę.
Lis wyspowy należy wraz z urocjonem wirginijskim (Urocyon cinereoargenteus), jego bezpośrednim przodkiem, do rodzaju Urocyon. Jego małe rozmiary są typowym wynikiem zamieszkiwania na wyspach, rodzajem specjacji allopatrycznej. Ponieważ lis wyspowy jest odizolowany barierą geograficzną, nie jest uodporniony na pasożyty i choroby przynoszone ze stałego lądu, zwłaszcza na te, których nosicielami są domowe psy. Na dodatek polowania orła przedniego i ludzka działalność znacznie zmniejszyły liczebność lisa wyspowego na niektórych wyspach w latach 90. XX wieku. Cztery podgatunki zostały zakwalifikowane w 2004 jako zagrożone i są teraz prawnie chronione, podjęto także środki mające na celu odbudowanie populacji lisa i odnowienie środowiska naturalnego na wyspach.

## Taksonomia i ewolucja
Lis wyspowy jest zaliczany do rodzaju Urocyon wraz ze swym przodkiem – urocjonem wirginijskim (Urocyon cinereoargenteus).

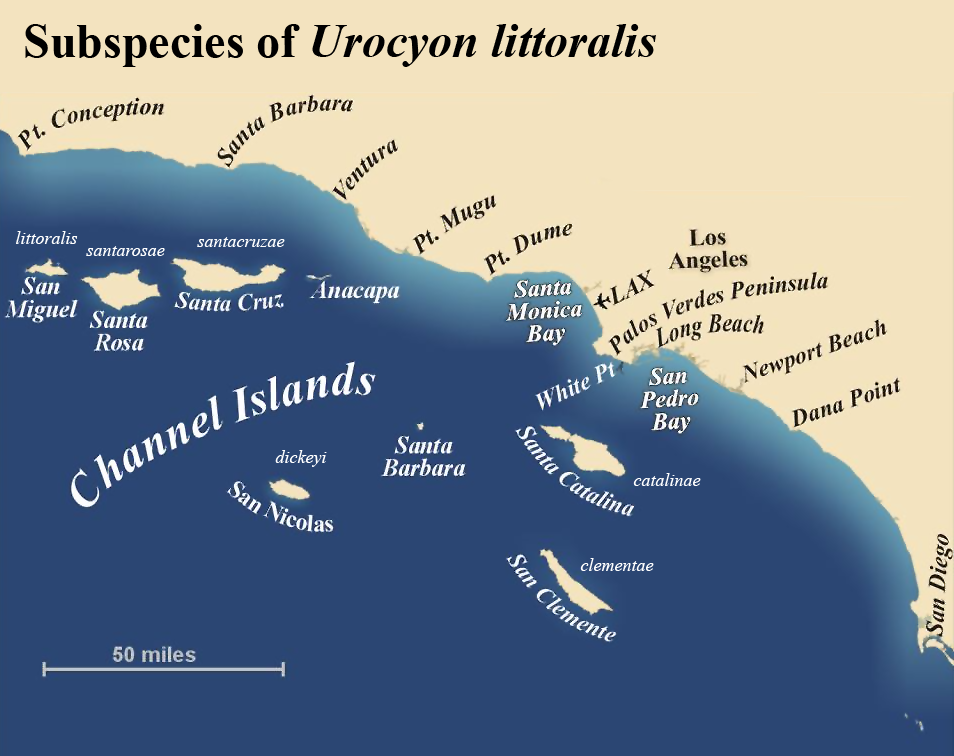
Podgatunki lisa wyspowego

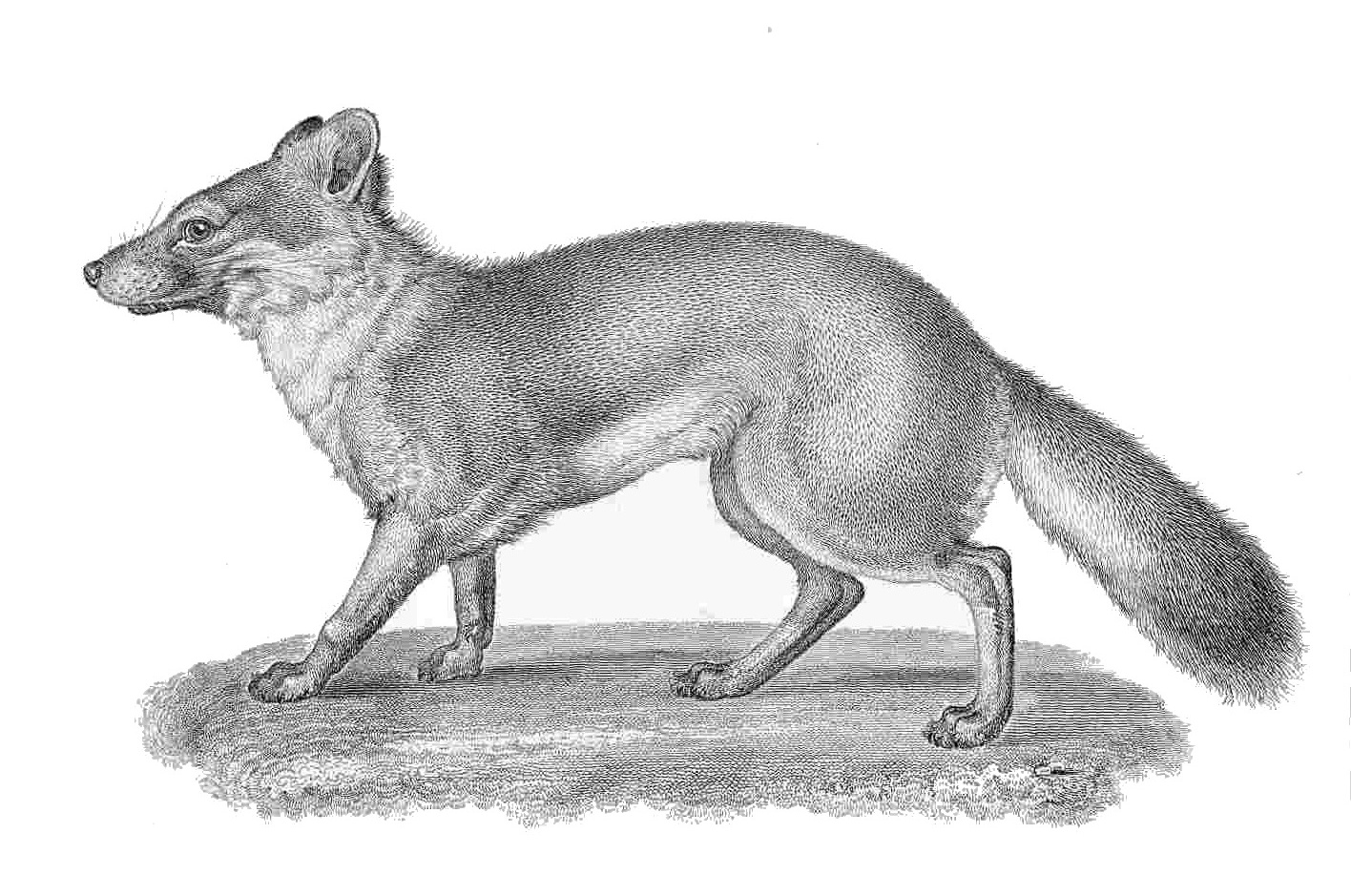
Rysunek lisa wyspowego z wyprawy Pacific Railroad z 1855

Istnieje sześć podgatunków lisa wyspowego, każdy charakterystyczny dla jednej wyspy, które wyewoluowały niezależnie od siebie.
- Urocyon littoralis catalinae Merriam, 1903 na Catalina Island
- Urocyon littoralis clementae Merriam, 1903 na San Clemente Island
- Urocyon littoralis dickeyi Grinnell & Linsdale, 1930 na San Nicolas Island
- Urocyon littoralis littoralis (Baird, 1858) na San Miguel Island
- Urocyon littoralis santacruzae Merriam, 1903 na Santa Cruz Island
- Urocyon littoralis santarosae Grinnell & Linsdale, 1930 na Santa Rosa Island

Lisy z każdej wyspy mogą się ze sobą krzyżować, ale istnieją między nimi genetyczne i fenotypowe różnice, np. podgatunki mają różną liczbę kręgów w ogonie.
Małe rozmiary lisa są spowodowane niewielką ilością zasobów pożywienia i miejsca na wyspach. Gatunek prawdopodobnie „przydryfował” na północne wyspy między 10400 a 16000 lat temu. Początkowo lisy zadomowiły się na trzech północnych wyspach, do których był dobry dostęp podczas ostatniej epoki lodowcowej, prawdopodobnie Indianie przewieźli gatunek na wyspy południowe, być może jako zwierzęta domowe lub psy gończe. 
W oparciu o ograniczoną liczbę skamieniałości oraz dystans genetyczny od swoich przodków – lisów wirginijskich – przypuszcza się, że lisy z północnej wyspy są prawdopodobnie najstarszym podgatunkiem, podczas gdy lisy z San Clemente Island żyją na wyspie od około 3400 – 4300 lat, a lisy z San Nicolas Island stały się niezależnym podgatunkiem ok. 2200 lat temu. Potencjalnie najmłodszy ewolucyjnie podgatunek zamieszkuje Santa Catalina Island – od 800 – 3800 lat. Lisy nie występują na Anacapa Island, ponieważ jest tam za mało źródeł słodkiej wody, a także na Santa Barbara Island, która jest za mała, aby zapewnić lisom bazę pożywienia.

## Wygląd

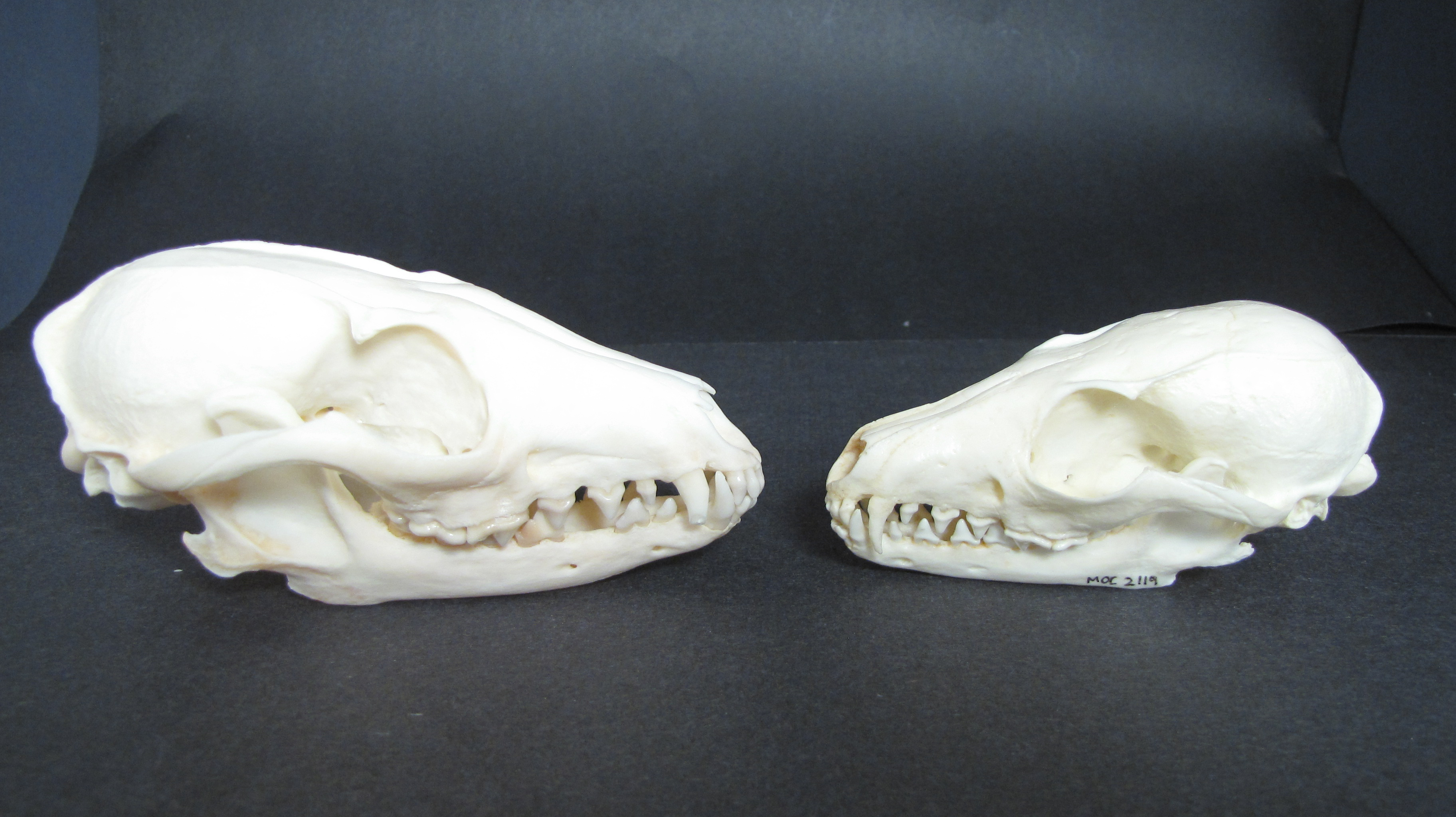
Czaszka urocjona wyspowego (po prawej) i urocjona wirginijskiego (po lewej)

Lis wyspowy jest o wiele mniejszy od lisa wirginijskiego i jest prawdopodobnie najmniejszym lisem w Ameryce Północnej, średnio nieco mniejszy od lisa płowego (Vulpes velox) i lisa długouchego (Vulpes macrotis). Zwykle długość ciała wynosi 48–50 cm, wysokość w kłębie 12–15 cm, ogon długości 11–29 cm, o wiele krótszy od mierzącego 27–44 cm ogona lisa wirginijskiego. Jest to spowodowane faktem, że lis wyspowy zasadniczo posiada o dwa kręgi ogonowe mniej niż lis wirginijski. Lis wyspowy waży od 1,3 do 2,8 kg. Samce są zawsze większe od samic. Największy podgatunek występuje na Santa Catalina Island, a najmniejszy na Santa Cruz Island.
Lis wyspowy ma szare futro na głowie, czerwone po bokach, białe na brzuchu, gardle i dolnej części pyska, czarne pasy na górnej połowie ogona. Ogólnie futro jest ciemniejsze i bardziej matowe niż u lisa wirginijskiego. Lis wyspowy linieje raz w roku, między sierpniem a listopadem, przed pierwszym linieniem szczenięta są puchate i mają ciemniejszą sierść niż osobniki dorosłe. Brązowa faza, z szarym i czarnym futrem zastępowana przez piaskowobrązową i ciemnobrązową, może wystąpić w populacji wyspy San Clemente oraz San Nicolas Island. Nie jest jasne, czy jest to prawdziwa szata, zmiana która występuje wraz z wiekiem, czy możliwa zmiana, która występuje w wyniku interakcji z kolcami opuncji, które pozostają w futrze.

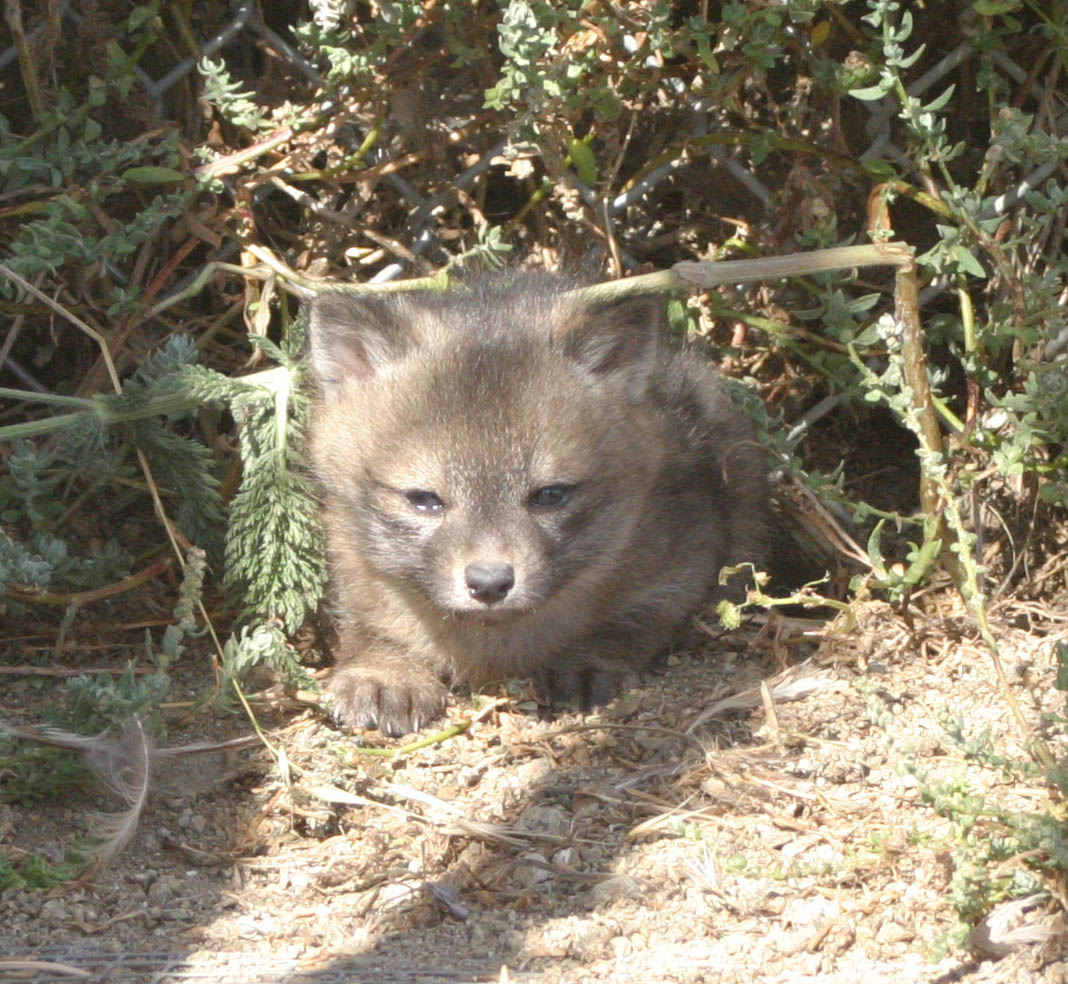
Szczenię lisa wyspowego ukryte w zaroślach

## Rozmnażanie
Lisy wyspowe są zwykle monogamistami, najczęściej widywane razem od początku stycznia przez cały sezon godowy – od późnego lutego do początku marca. Ciąża trwa 33 – 50 dni. Lis wyspowy zwykle przychodzi na świat w norze, typowy miot to 1 – 5 szczeniąt, zazwyczaj 2 lub 3. Młode rodzą się na wiosnę i wychodzą z jamy wczesnym latem. Matka karmi je mlekiem przez 7 – 9 tygodni. Dojrzałość płciową osiągają w wieku 10 miesięcy, samice zwykle rodzą pierwsze młode w pierwszym roku życia. Lisy wyspowe żyją na wolności 4 – 6 lat, w niewoli mogą dożyć 8 lat.

## Tryb życia

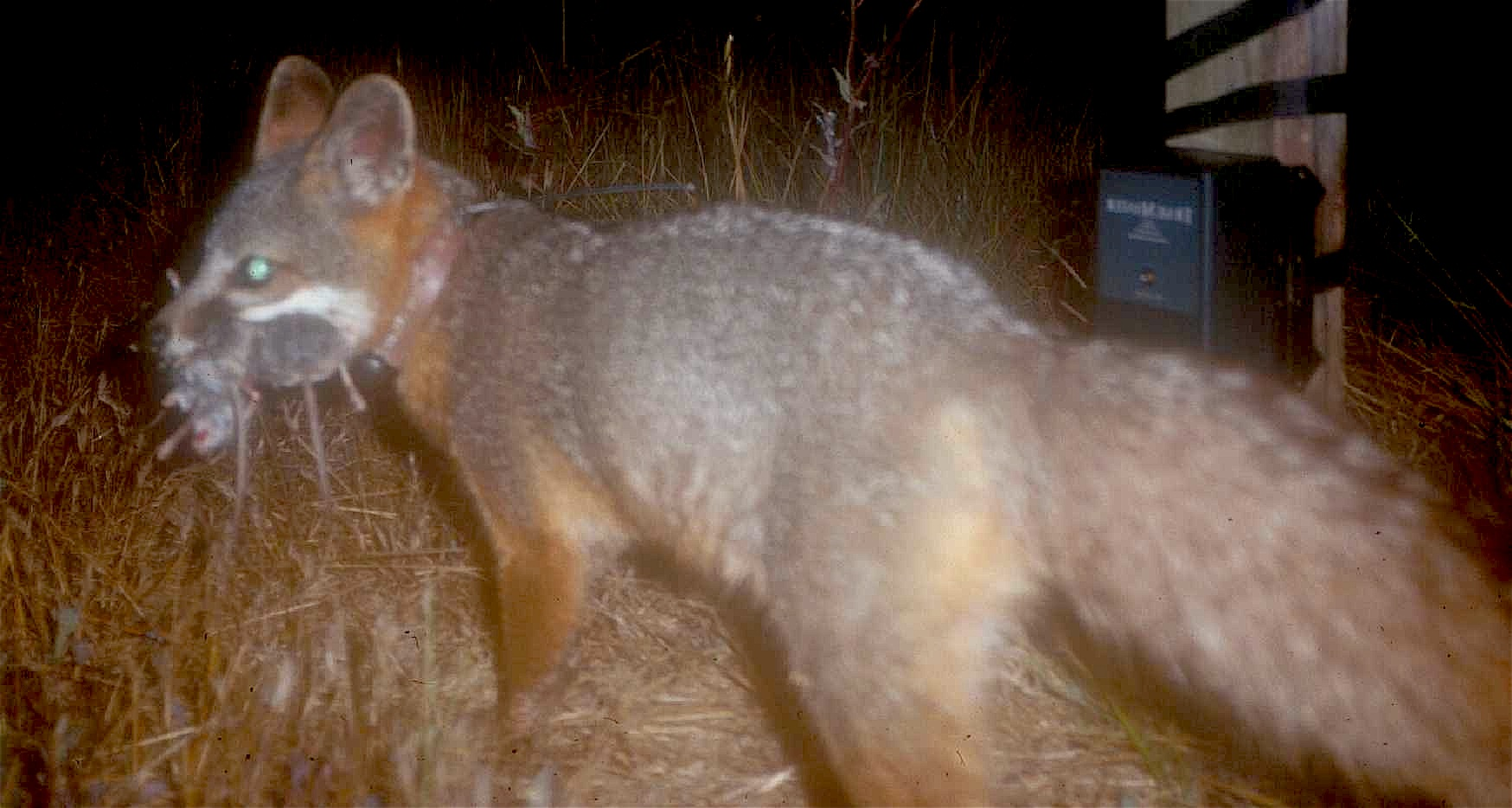
Nocne zdjęcie lisa wyspowego z trzema myszami w pysku

Ulubione środowisko lisa to piętrowy las z dużą ilością krzewów owocowych. Lisy żyją we wszystkich biomach występujących na wyspach: w lasach strefy umiarkowanej, na otwartych terenach trawiastych i na formacjach chaparral, jednak żadnej z wysp nie zamieszkuje więcej niż 1000 osobników. Lisy wyspowe jedzą owoce, owady, ptaki, jaja, kraby, jaszczurki i małe ssaki. Zwierzęta preferują życie samotnicze, aniżeli w grupach. Są raczej zwierzętami nocnymi, najbardziej aktywne o świcie i zmierzchu. Aktywność zależy także od pory roku; jest bardziej aktywny w ciągu dnia latem, niż zimą.
Lisy wyspowe nie są niepokojone przez ludzi, choć początkowo mogą przejawiać agresję. Łatwo się jednak oswajają z obecnością człowieka i są zwykle łagodne. Lisy porozumiewają się ze sobą za pomocą sygnałów dźwiękowych, zapachowych i mowy ciała. Dominujący osobnik używa dźwięków oraz gestów takich jak patrzenie prosto w oczy, czy położenie uszu, aby podporządkować sobie inne osobniki. Oznaki dominacji i uległości są widoczne m.in. w wyrazie pyska, czy postawie ciała. Główne odgłosy, jakie wydaje to szczekanie i warczenie. Lisy wyspowe znakują terytorium za pomocą moczu i kału.

## Zagrożenia dla gatunku
W latach 90. XX wieku zaobserwowany został znaczny spadek populacji lisów wyspowych. Na San Miguel Island rozpoczął się on w 1994, liczba dorosłych osobników spadła z 450 do 15 w 1999. Podobne spadki wystąpiły na Santa Cruz Island, gdzie populacja zmniejszyła się z 2000 dorosłych w 1994 (historycznie na wyspie żyło ok. 3000 osobników) do mniej niż 135 w 2000 i mniej niż 100 w 2001, i na Santa Rosa Island – z 1500 (1994) do 14 (2000). Prawdopodobną przyczyną spadku liczebności są polowania orła przedniego, odkryte podczas zakładania lisom radionadajników.

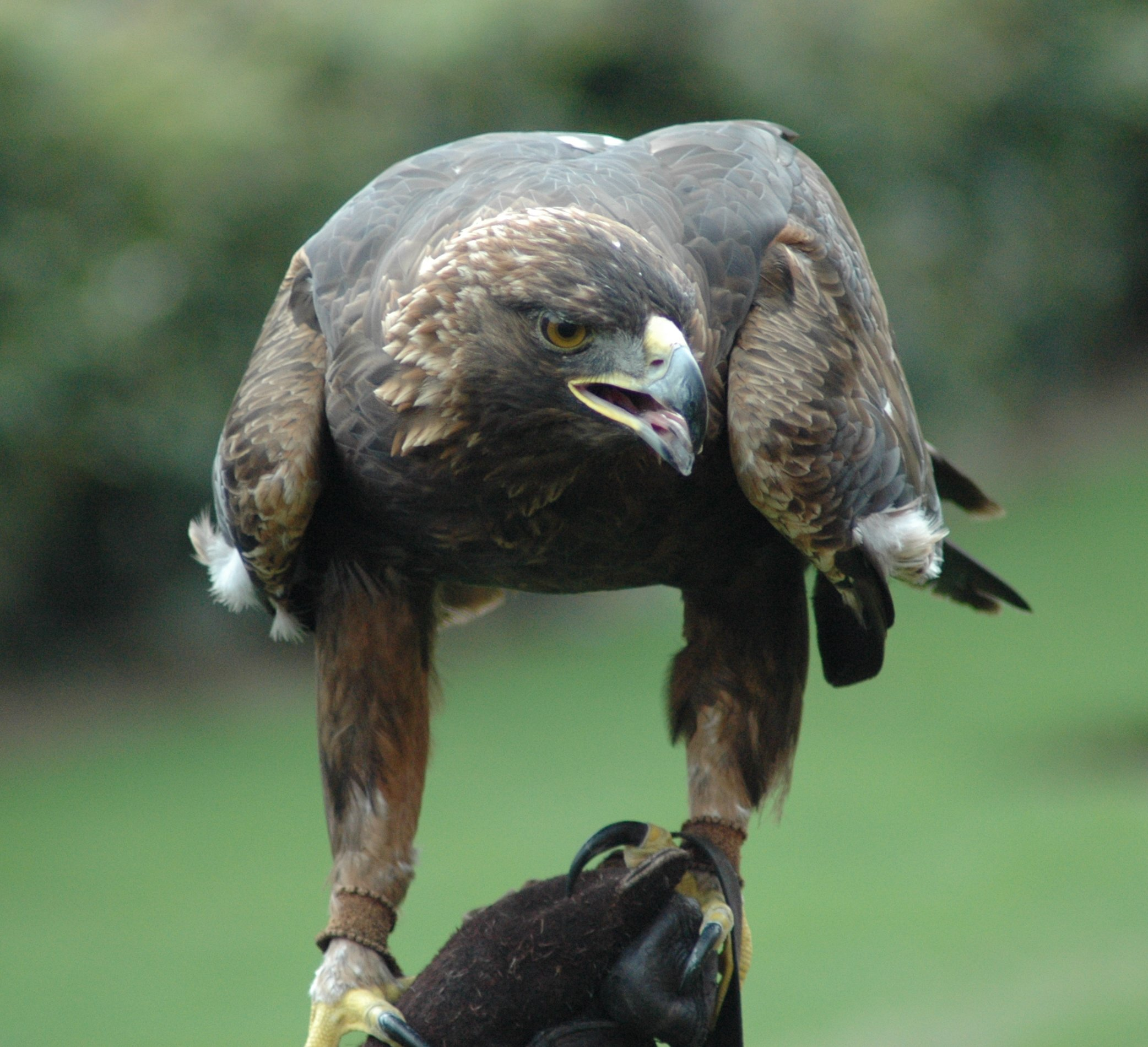
Orzeł przedni jest cztery razy większy od lisa wyspowego i może z łatwością go upolować

Polowania orła przedniego są główną przyczyną wysokiej śmiertelności wśród lisów. Ptaki te przed latami 90. XX wieku sporadycznie zalatywały na wyspy archipelagu Channel Islands. Pierwsze gniazdo orła na wyspach znaleziono w 1999 na Santa Cruz Island. Biolodzy podejrzewają, że orły mogły przybyć na wyspy zainteresowane wzrostem liczby zdziczałych zwierząt domowych (np. świń), jak również zdziesiątkowaniem lokalnego gatunku – bielika amerykańskiego – przez środki DDT stosowane w latach 50. Bieliki mogły powstrzymywać orła przedniego przed zamieszkaniem wysp, podczas gdy same żywiły się rybami.
Zdziczałe świnie na Santa Rosa zostały wytępione przez National Park Service na początku lat 90. XX w., usuwając jednocześnie jedno ze źródeł pożywienia orła przedniego. Orzeł zaczął wtedy polować na populację lisa na wyspie. Świnie i owce na wyspie Santa Cruz oraz mulaki i łosie na wyspie Santa Rosa wprowadzono prawie 70 lat przed rozpoczęciem zmniejszania się populacji lisa, więc orzeł najprawdopodobniej nie szukał tych zwierząt jak alternatywnej ofiary.
Stało się tak prawdopodobnie w wyniku procesu znanego jako „pozorna konkurencja”. W procesie tym, drapieżnik, jak orzeł przedni, żywi się co najmniej dwoma ofiarami, na przykład, lisem wyspowym i świniami. Jedna ofiara jest przystosowany do wysokiej presji ze strony drapieżnika i obsługuje populację drapieżników (np. świnie), natomiast druga ofiara (np. lis wyspowy) jest słabo przystosowana do drapieżnictwa i jej populacja spada w wyniku presji drapieżników. Zaproponowano więc, że jedynym sposobem na uchronienie trzech podgatunków lisa wyspowego przed wyginięciem jest całkowite usunięcie orła przedniego z Channel Islands (Kalifornia). Jednakże świnie w Santa Cruz Island zostały zabite przez Nature Conservancy, uznano bowiem, że doprowadziły one orły do lisów.
Zawleczone na wyspy choroby lub pasożyty mogą zniszczyć populację lisa. Ponieważ lis wyspowy jest odizolowany, nie wykształcił odporności na pasożyty i choroby zawleczone na wyspy kontynentu i są szczególnie podatne na te, które może przenosić pies domowy. Nosówka zdziesiątkowała w 1998 roku lisy na Catalina Island, zabijając około 90% tamtejszej populacji.

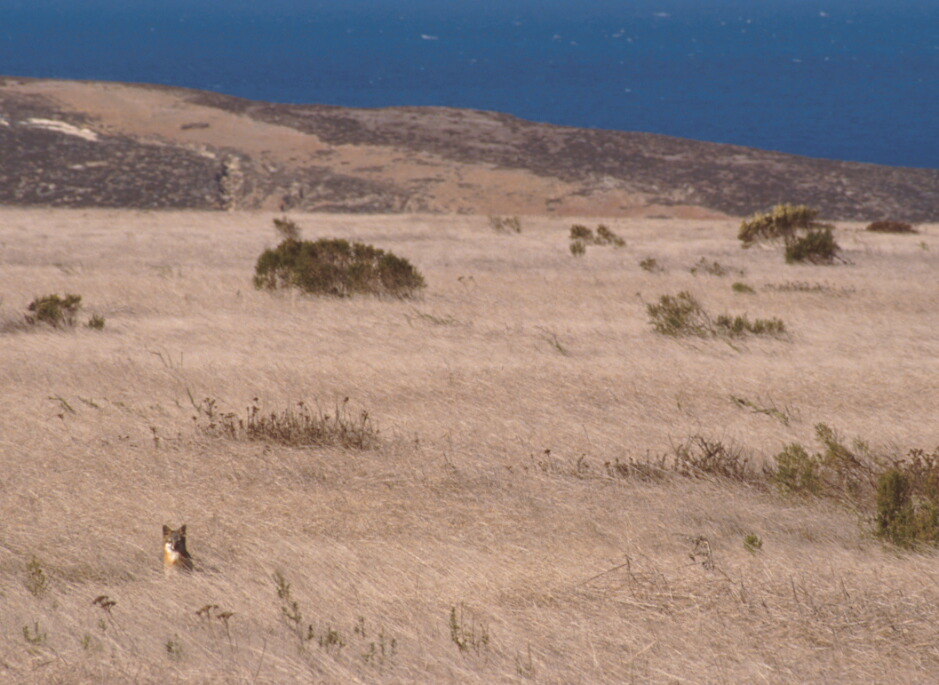
Siedlisko lisa wyspowego na Channel Islands

Po kilku latach starannego odłowu lisów i szczepienia przeciwko nosówce i wściekliźnie, ich populacja osiągnęła 1 542 osobniki, przekraczając 1 300 osobników, czyli liczbę odnotowaną przed spustoszeniem wywołanym przez chorobę, która zdaniem naukowców została wprowadzona przez psy domowe lub szopy z kontynentu, które dostały się tu „na gapę” na łodziach lub barkach.
Skurczenie się zasobów pożywienia i ogólna degradacja środowiska przez gatunki zawleczone, np.: koty, świnie, owce, kozy i bizony (te ostatnie przywiezione na Catalina Island w latach 20. XX wieku przez hollywoodzką ekipę filmową kręcącą western) także wpływają negatywnie na populację lisów.
Lisy stanowią zagrożenie na San Clemente dla rzadkiej populacji miejscowego podgatunku dzierzby siwej – Lanius ludovicianus mearnsi. Negatywny wpływ na populację lisa na tej wyspie miało zastawianie sideł oraz usuwanie lub usypianie ich przez  Marynarkę Wojenną Stanów Zjednoczonych, w celu ochrony ptaków. Od roku 2000 marynarka stosowała inne metody, np. chwytała i więziła lisy podczas sezonu lęgowego dzierzb, instalowała płoty pod napięciem ogradzające tereny, na których żyją ptaki, czy instalowała na szyjach lisów nadajniki radiowe pod napięciem. Wraz ze stopniowym wzrostem populacji dzierzb na San Clemente Island marynarka przestała kontrolować lisy.
Populacje lisów wyspowych na Santa Cruz, San Miguel i Santa Rosa znacząco się zwiększyły: z 70 do 1300 lisów na Santa Cruz oraz z 15 do kilkuset osobników na pozostałych dwóch wyspach.

### Ochrona prawna
W marcu 2004 cztery podgatunki lisa wyspowego zostały zakwalifikowane jako prawnie chroniony gatunek zagrożony: lisy z Santa Cruz Island, Santa Rosa Island, San Miguel Island i Santa Catalina Island. Międzynarodowa Unia Ochrony Przyrody (IUCN) nadal (stan na 2013) określa je jako gatunek mało zagrożony.

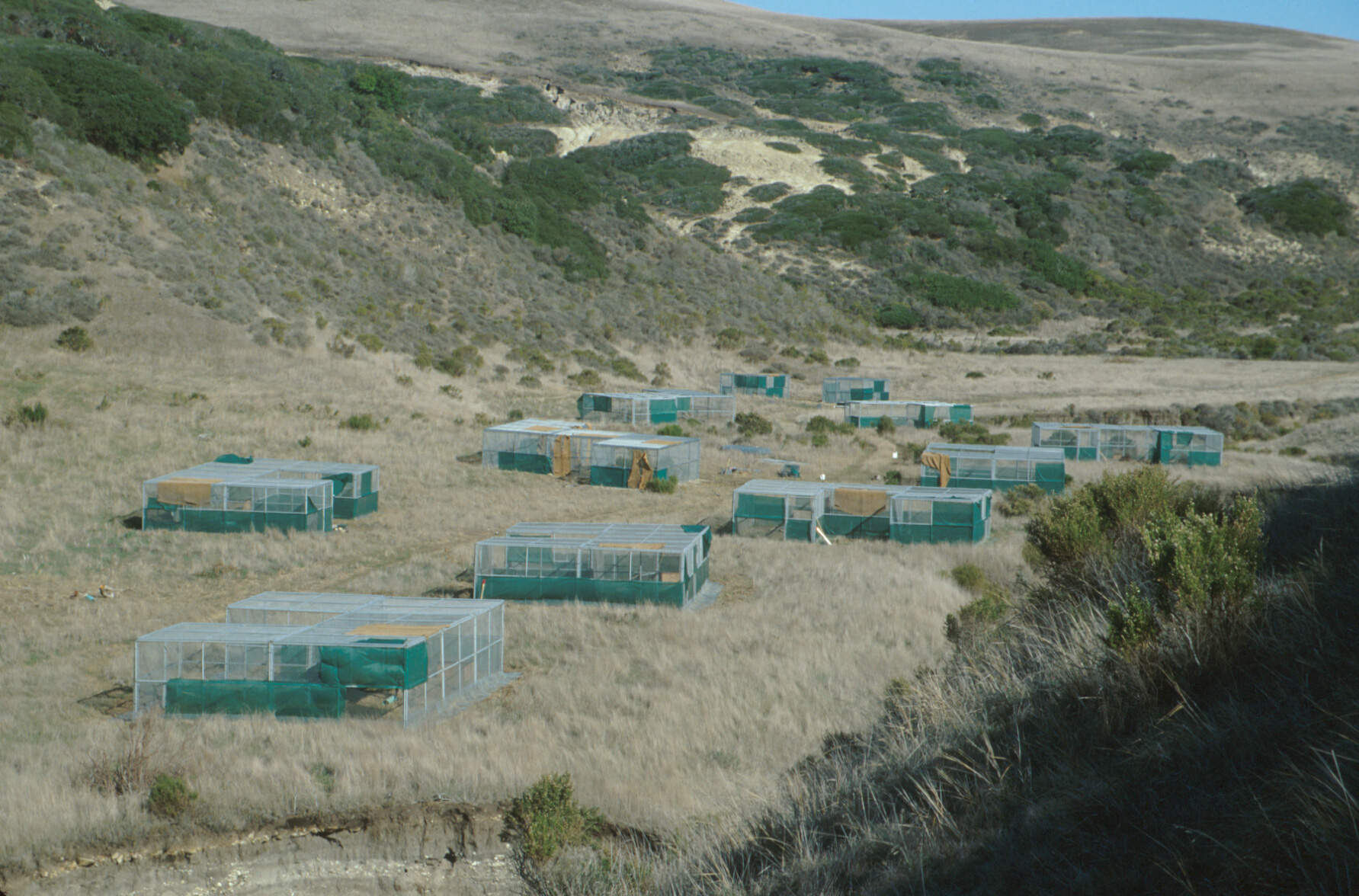
National Park Service uruchomił program rozrodczy lisów na czterech wyspach archipelagu. Na zdjęciu jedno z takich centrów, na Santa Rosa

National Park Service wdrożył program rozmnażania lisów w niewoli na San Miguel Island, Santa Rosa Island i Santa Cruz Island, dzięki któremu wzrosła liczba przedstawicieli gatunku. W 2004 na San Miguel Island było 38 lisów, wszystkie w niewoli, na Santa Rosa Island 46 w niewoli i 7 na wolności (ataki orłów przednich nie pozwalają na wypuszczenie lisów na wolność), Santa Cruz Island – 25 osobników w niewoli i stabilna populacja około 100 lisów na wolności. Program wdrożono także na Catalina Island – w 2002 uczestniczyło w nim 17 schwytanych lisów przy 161 na wolności. Służba ochrony na Catalina Island, Catalina Island Conservancy, ustaliła, że w 2012 na wyspie żyło 1500, i że populacja ta jest stabilna.
Kluczem do odbudowania populacji lisa jest usunięcie orłów przednich z Channel Islands, odnowa ekosystemu i zapobieganie chorobom. W tym celu orły są przenoszone z wysp północnych na stały ląd. Pracuje się także nad powiększeniem populacji bielika amerykańskiego, aby chronił wyspy przed orłem przednim. Jednak program jest bardzo kosztowny i istnieje ryzyko jego anulowania. Przeprowadzane jest także usuwanie zdziczałych świń z Catalina Island i Santa Cruz Island – przez co elimuje się jednocześnie konkurencję dla lisa wyspowego, ale też źródło pożywienia orła przedniego. Aby wyeliminować ryzyko chorób, zwierzęta domowe nie są wpuszczane do Parku Narodowego Channel Islands. Na Catalina Island przeprowadzany jest program szczepień, by chronić lisy przed nosówką.
Ponieważ Channel Islands są prawie w całości kontrolowane przez organizacje ekologiczne Catalina Island Conservancy i The Nature Conservancy lub rząd federalny, lisy mają szansę na odpowiednią ochronę, włączając w to regularny nadzór przez odpowiednie urzędy bez trwałego niebezpieczeństwa wtargnięcia ludzi do ich środowiska.
Według raportu Santa Cruz Island Fox Recovery Program, na wyspie Santa Cruz pomiędzy 2009 a 2011, szacunkowa liczba lisów (nie licząc szczeniąt) wzrosła z 798 do 950 osobników.
Choć przyjęto, że lis wyspowy żył na tych wyspach na długo przed osiedleniem się tutaj pierwszych tubylców, archeolodzy dyskutują nad tą teorią. Rene Vellanoweth uważa, że lisy zostały sprowadzone na wyspę wraz z pierwszymi osadnikami i że nie było tam lisów w momencie ich pojawienia się na wyspach. Vellanoweth uważa również, że lisy były przenoszone z wyspy na wyspę z ludźmi, co spowodowało krzyżowanie się podgatunków. Twierdzi on, że kluczem do odrodzenia się populacji lisów jest zrobienie tego, co niegdyś rdzenni mieszkańcy: zmieszać ich populacje i przenieść je z wyspy na wyspę, tworząc większą różnorodność genetyczną i pomagając im w odtworzeniu liczebności.
14 września 2012, US Fish and Wildlife Service opublikowała projekt planu naprawczego dla lisów z wysp San Miguel, Santa Rosa, Santa Cruz i Santa Catalina.